# جوزيف هيلي
جوزيف هيلي هو سياسي أمريكي، ولد في 21 أغسطس 1776 في نيوتن في الولايات المتحدة، وتوفي في 10 أكتوبر 1861. نشط حزبياً في الحزب الوطني الجمهوري ‏. وقد انتخب عضو مجلس النواب الأمريكي ‏.